# Godolphin Arabian
Pour les articles homonymes, voir Arabian.
Godolphin Arabian (1724-1753), est un étalon originaire du Yémen, très probablement de race Arabe ou Turcoman, à l’origine d’une des lignées du Pur-sang.
D'après un récit fictionnel d'Eugène Sue, il fut la propriété successive du bey de Tunis, de Louis XV, et de Francis Godolphin, second comte de Godolphin.

## Histoire

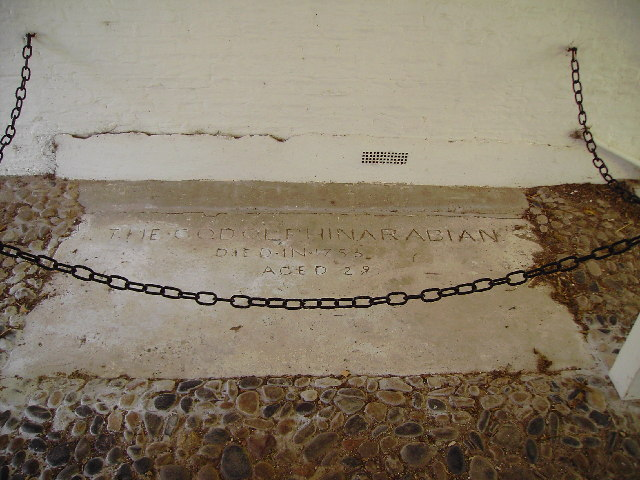
Tombe de Godolphin Arabian à Wandlebury.

Godolphin Arabian est né vers 1724 au Yémen, et a été exporté plusieurs fois avant d'arriver en Angleterre. Il a été exporté une première fois poulain, probablement depuis la Syrie, jusqu'au haras du Bey de Tunis. Ce dernier en a alors fait don à Louis XV, roi de France, en 1730. Il s'agissait probablement d'un cadeau diplomatique entre monarques. Cependant, ce cheval n'est pas apprécié par le roi, et sert vraisemblablement comme carrossier.
Il est alors importé depuis la France par Edward Coke (Édouard Cook), qui l'envoie à son haras de Longford Hall, dans le Derbyshire, où il reste jusqu'à la mort de son propriétaire en 1733. Il est ensuite légué à Roger Williams, le propriétaire du St. James's Coffee House, qui hérite de tous les étalons de Cook. Il est acheté par Francis Godolphin, second comte de Godolphin, qui le place à son haras de Babraham, dans le Cambridgeshire, jusqu'à sa mort le jour de Noël 1753.
En tant qu'ancêtre de la 10e génération en lignée mâle de Conquérant, il est également partiellement à l'origine du Trotteur français.

## Description

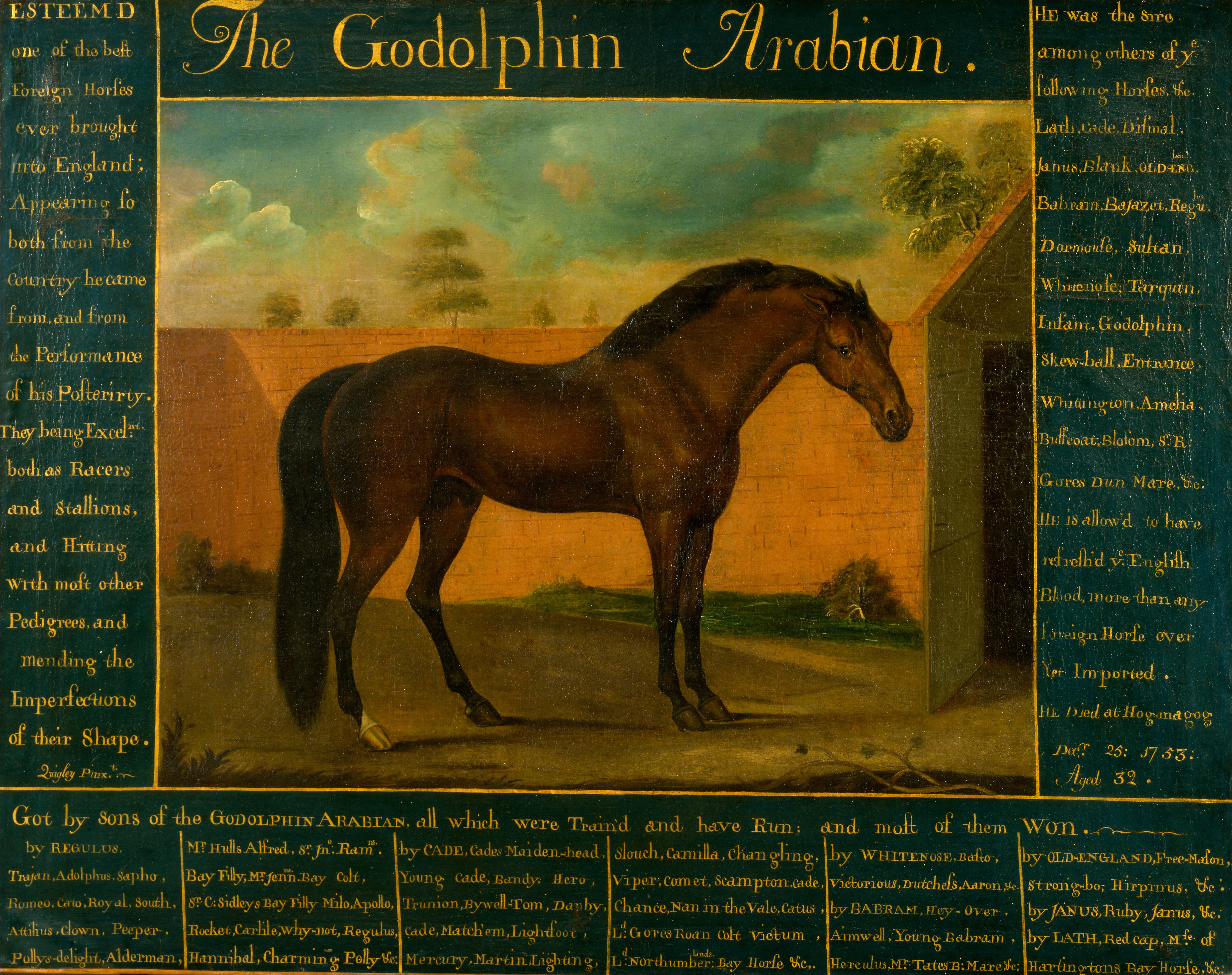
The Godolphin Arabian par Daniel Quigley.

Godolphin Arabian est de robe baie, avec des balzanes sur le bas des membres postérieurs. Il mesure 15 mains de haut, et se distingue par une encolure particulièrement développée, tout à fait notable sur les portraits qui le représentent. La plupart de ses descendants sont aussi de robe baie.
Le sergent vétérinaire Osmer décrit Godolphin Arabian de la manière suivante :
« There never was a horse… so well entitled to get racers as the Godolphin Arabian… his shoulders were deeper, and lay farther into his back, than those of any horse yet seen. Behind the shoulders, there was but a very small space where the muscles of his loins rose exceedingly high, broad, and expanded, which were inserted into his quarters with greater strength and power than in any horse… yet seen »
— Osmer, 

« Il n'y eut jamais de cheval plus apte à engendrer des coureurs que Godolphin Arabian… Ses épaules étaient profondes, s'enfonçant plus loin dans son dos que celles de tous les autres chevaux jamais vus. Derrière les épaules, il y avait un très petit espace où les muscles de sa croupe saillaient fortement, larges, puis s'inséraient au jarret avec plus de force et de puissance que chez tout autre cheval. »
— 

## Controverse sur l'origine
Il existe une longue controverse quant à la race de Godolphin Arabian, certains auteurs l'estimant de race Arabe, d'autres de race Barbe. Judith Blunt-Lytton, du Crabbet Arabian Stud, conclut qu'il est plus probablement de race Arabe, ou descendant de chevaux arabes.
La théorie de la race Barbe provient de son pays d'origine avant l'exportation en France, la Tunisie, sur la côte des Barbaresques. Dans son History of the British Turf parue en 1840, Whyte nomme ce cheval « The Godolphin Barb », ou « ainsi qu'il a été improprement nommé », le Godolphin Arabian, en y mettant de l'emphase. Il clarifie plus loin : « il a été considéré comme un Arabe, bien que sa morphologie ressemble plus à celle de la plus haute race de Barbes ».
Cette controverse sur l'origine de Godolphin Arabian a été réglée grâce à une étude parue dans Current Biology en 2017, montrant que ses rares descendants actuels sont rattachés au même haplogroupe que ceux de Darley Arabian. Cet haplogroupe est propre aux races de chevaux Turkoman ou Arabe, et se retrouve chez de nombreux chevaux modernes.

## Anecdotes

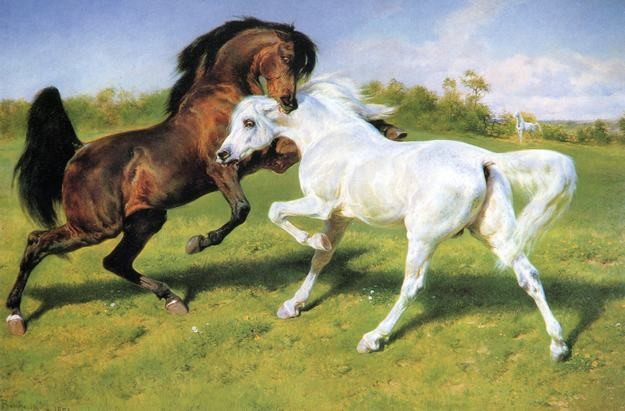
Rosa Bonheur, Le Duel.

Une anecdote, dont la véracité n'est pas établie, rapporte que Godolphin Arabian joua le rôle de boute-en-train de l'étalon Hobgoblin au haras de lord Godolphin. Un jour où Hobgoblin ne voulait pas saillir la jument Roxana, Godolphin le remplaça et commença ainsi sa carrière d'étalon. Une autre anecdote raconte que Godolphin, furieux de son rôle de boute-en-train et jaloux de Hobgoblin, se serait jeté sur son adversaire et l'aurait tué ; cette histoire a inspiré le tableau de Rosa Bonheur Le Duel.
Godolphin Arabian a donné son nom à une course hippique créée à Dubaï en 1994, le Godolphin Mile.